# Quien a hierro mata
Quien a hierro mata is een Spaanse film uit 2019, geregisseerd door Paco Plaza.

## Verhaal
Mario is een charmante verpleegkundige die binnenkort een kind krijgt. Antonio Padín is een bekende drugsbaas wiens ziekte hem volledig afhankelijk maakt. Mario wordt aangesteld om voor Antonio te zorgen. Al snel begint hij zich af te vragen of zijn professionele plicht belangrijker is dan het leed dat deze man heeft veroorzaakt.

## Rolverdeling
| Acteur          | Personage     |
| --------------- | ------------- |
| Luis Tosar      | Mario         |
| Xan Cejudo      | Antonio Padín |
| Ismael Martínez | Toño          |
| Enric Auquer    | Kike          |
| María Vázquez   | Julia         |

## Ontvangst

### Recensies
Op Rotten Tomatoes geeft 83% van de 6 recensenten de film een positieve recensie, met een gemiddelde score van 7,6/10.

### Prijzen en nominaties
Een selectie:
| Jaar | Prijs                           | Categorie               | Genomineerde                                       | Resultaat   |
| ---- | ------------------------------- | ----------------------- | -------------------------------------------------- | ----------- |
| 2020 | Premios Goya (34ste uitreiking) | Beste acteur            | Luis Tosar                                         | Genomineerd |
| 2020 | Premios Goya (34ste uitreiking) | Beste debuterend acteur | Enric Auquer                                       | Gewonnen    |
| 2020 | Premios Goya (34ste uitreiking) | Beste geluid            | David Machado, Gabriel Gutiérrez, Yasmina Praderas | Genomineerd |